# Tiverton, Nova Scotia
Tiverton är en ort i Kanada.   Den ligger i provinsen Nova Scotia, i den sydöstra delen av landet, 800 km öster om huvudstaden Ottawa. Tiverton ligger 15 meter över havet och antalet invånare är 300.
Terrängen runt Tiverton är platt. Trakten är glest befolkad. Tiverton är det största samhället i trakten. 